# 1745 Ferguson
1745 Ferguson је астероид главног астероидног појаса са средњом удаљеношћу од Сунца која износи 2,845 астрономских јединица (АЈ).
Апсолутна магнитуда астероида је 12,0.